# Stamps (Arkansas)
Stamps est une ville située dans l’État américain de l'Arkansas, dans le comté de Lafayette.

## Histoire

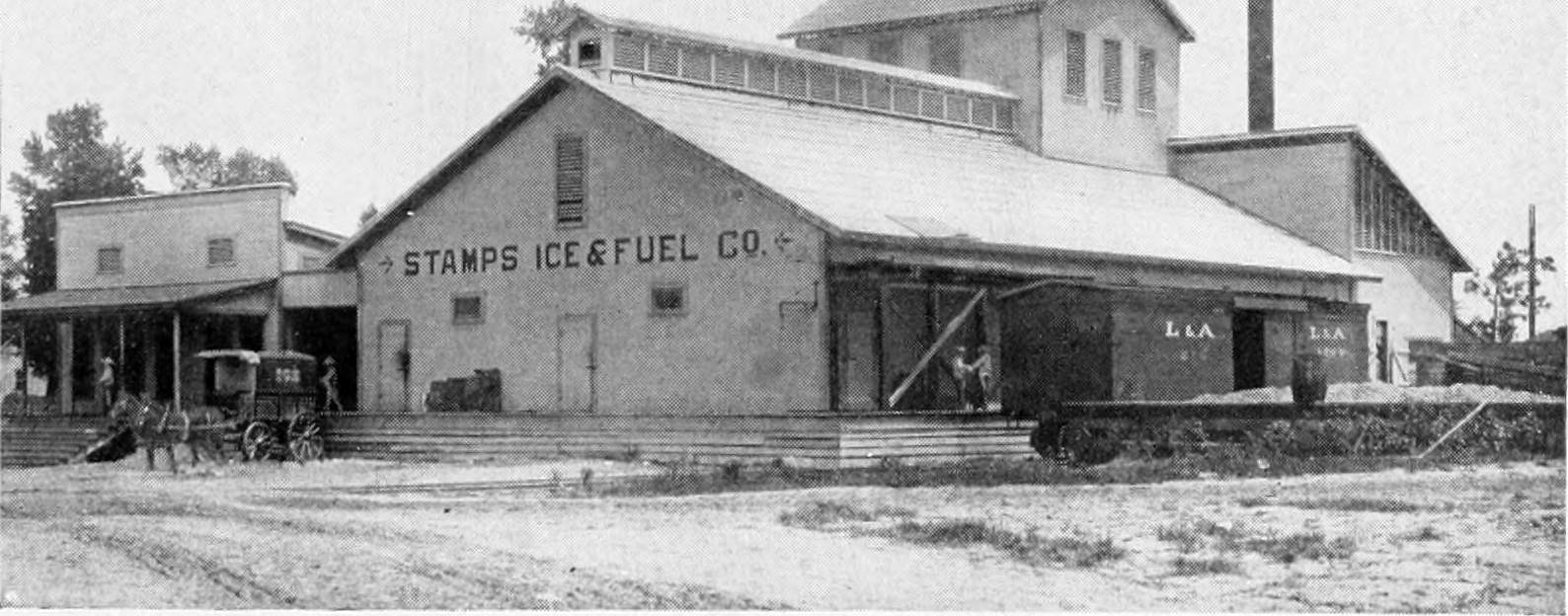
Stamps Ice & Fuel Company et un wagon couvert du Louisiana and Arkansas Railway, vers 1904

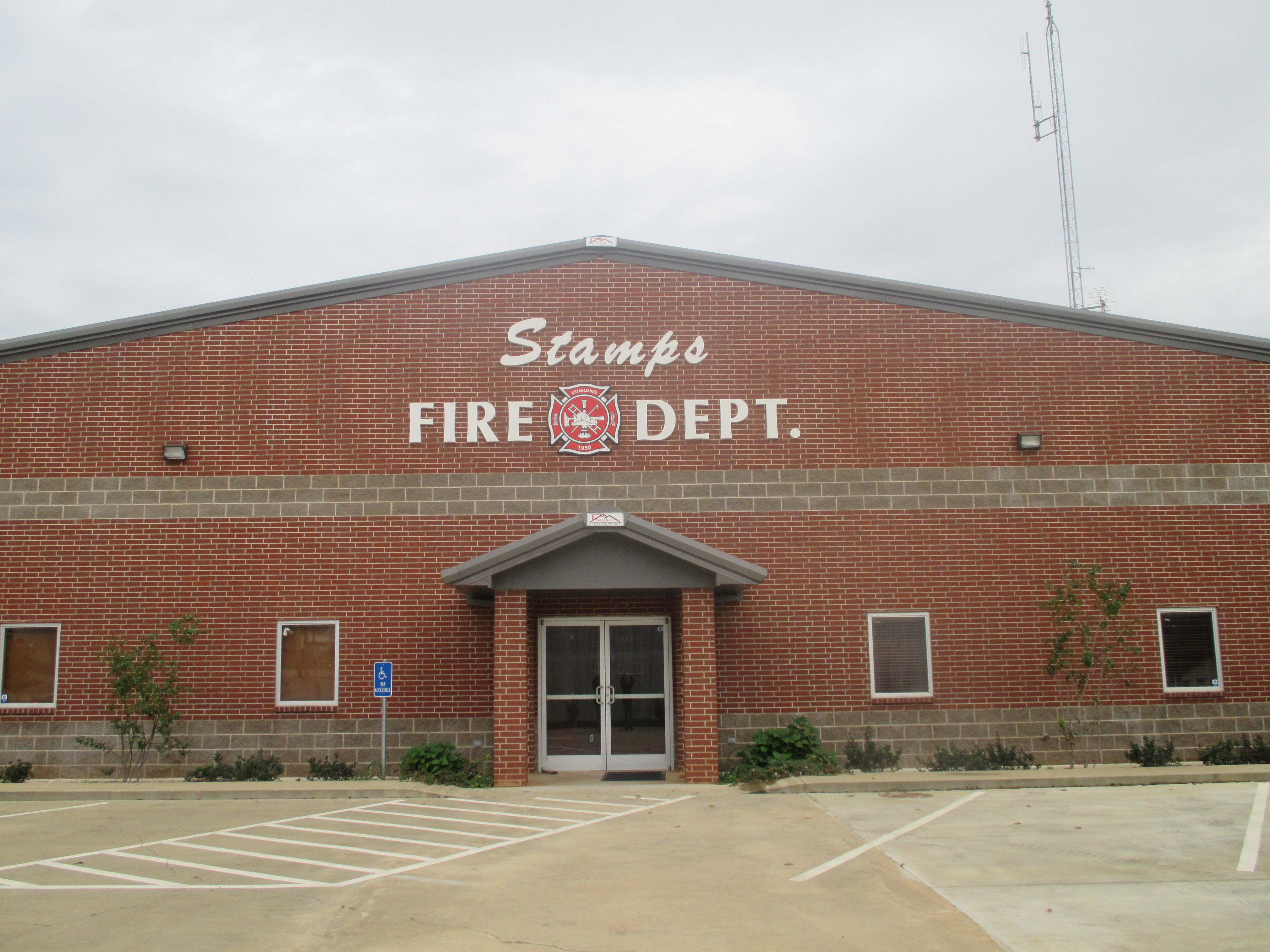
Service d'incendie de Stamps